# Dragotin Žagar (uradnik)
Dragotin Žagar, slovenski narodni delavec, * 8. november 1833, Ljubljana, † 11. januar 1903, Ljubljana.

## Življenje in delo
Dragotin (Karel Mihael) Žagar je po treh razredih klasične gimnazije v Ljubljani, kjer je bil sošolec Frana Levstika, 1848 stopil v finančno službo in bil deželni blagajnik vse do upokojitve julija 1900. Deloval je v več narodnih društvih. Oktobra 1863 je postal član Južnega Sokola. Leta 1866 se je udeležil 1. posvetovanja o ustanovitvi Dramatičnega društva v Ljubljani, bil 1867 med ustanovnimi člani in do 1877 blagajnik ter v letih 1867–1870 tudi nastopal pri predstavah. Denarno je podpiral številne narodne prireditve in svoje premoženje zapustil revežem in dobrodelnim ustanovam.